# Pyrocephalus nanus
El mosquero de Galápagos o pájaro brujo pequeño (Pyrocephalus nanus) es una de las especies de aves paseriformes en que está compuesto el género Pyrocephalus, perteneciente a la familia de los tiránidos. Este pájaro habita de manera endémica el archipiélago de las Galápagos, ubicado a casi 1000 km al noroeste de las costas de América del Sur. 

## Taxonomía
Descripción original
Esta especie fue descrita originalmente en el año 1839 por el naturalista y ornitólogo inglés John Gould, con el mismo nombre científico; la localidad tipo es: «Isla Santiago (James), Galápagos». El ejemplar tipo fue recogido durante el célebre viaje alrededor del mundo del naturalista Charles Darwin a bordo del Beagle.
Etimología
Etimológicamente, el término genérico Pyrocephalus se construye con palabras del idioma griego, en donde: pyr, pyros significa ‘fuego’ y kephalé es ‘cabeza’, haciendo así alusión al color de la corona en el macho. El epíteto específico nanus viene del griego nannos, que significa ‘enano’, ‘muy pequeño’.

### Historia taxonómica y relaciones filogenéticas
Tradicionalmente, el taxón que habita en la mayoría de las islas Galápagos era incluido en Pyrocephalus rubinus, acompañando a la totalidad de los taxones descritos del género. Estudios de sus vocalizaciones detectaron importantes diferencias entre las distintas poblaciones. En el año 1964, Paul De Benedictis documentó las características, tanto del tipo de canto como de los vuelos nupciales, entre los Pyrocephalus que habitan la isla Santa Cruz de las Galápagos respecto a los del sudoeste de Estados Unidos, encontrándolos radicalmente diferentes. Estas particularidades del ave de Galápagos ya habían sido notadas someramente por Edward Winslow Gifford 60 años atrás. En el año 1986, se han utilizado diferencias osteológicas para sugerir la elevación a la categoría de especie para este taxón insular.
En el año 2016, Ore Carmi, Christopher C. Witt, Álvaro Jaramillo y John P. Dumbacher publicaron sus estudios genéticos sobre Pyrocephalus, en los cuales utilizaron genes mitocondriales (ND2, citocromo b) y loci nucleares (intrones ODC 6 a 7, FGB intrón 5). El resultado obtenido demostró que esta subespecie insular debía ser elevada al nivel de especie, separándola así tanto de la forma que habitó en la isla de San Cristóbal, como de las que viven en el continente americano. Este tratamiento fue adoptado en la clasificación del Congreso Ornitológico Internacional (IOC). En abril de 2019, en la Propuesta n.º 818 al Comité de Clasificación de Sudamérica (SACC), se recomendó que Pyrocephalus nanus sea elevada al nivel de especie.
Pyrocephalus nanus se separó del linaje de P. dubius aproximadamente hace 0,610 Ma. A su vez, Pyrocephalus nanus está dividido en dos clados, los que se escindieron hace entre 0,15 y 0,17 Ma; ambos están bajo análisis para intentar dilucidar si merecen un reconocimiento taxonómico, ya sea en el nivel subespecífico o específico. Un problema es que no se conoce de cuál de las islas en que Darwin colectó la especie es la que proviene el ejemplar tipo, por tanto, el portanombre. La separación del grupo de Galápagos respecto al grupo continental se estima que fue hace aproximadamente un millón de años.

## Características
Es un ave más pequeña que los Pyrocephalus del continente, con una coloración en la hembra visiblemente diferente. La coloración del plumaje del macho también es diferente respecto a las aves continentales, al exhibir la superficie roja de la corona más restringida. Morfológicamente, tienen colas muy cortas y débiles y alas cortas y redondeadas.

## Distribución y hábitat
Pyrocephalus nanus es una especie endémica de las islas Galápagos archipiélago del océano Pacífico ubicado a 972 km de la costa de Ecuador. Sus poblaciones están divididas en dos clados; el clado 1 se distribuye en las islas del norte (las que son de mayor antigüedad): Pinta, Marchena, Santiago, Pinzón y Santa Cruz, habiéndose extinguido la población de la Rábida durante el siglo XX, aunque ha sido recolonizada nuevamente. El clado 2 se distribuye en las islas del sur y el oeste (las que son geológicamente más jóvenes): Fernandina e Isabela, ya que la población de Floreana se ha extinguido recientemente.

## Conservación
Pyrocephalus nanus está probablemente extinto en Floreana, siendo raro en Santa Cruz y Santiago. En algunas islas habita solo en las partes de mayor altitud y en las zonas de transición, habiendo desaparecido de las zonas bajas y costeras.
Pyrocephalus nanus es huésped de Philornis downsi, una mosca parasítica altamente invasora que con su infestación provoca una merma en su resultado reproductivo, con mortalidad de pichones en el nido. Las deformaciones del pico y narinas que persisten en el adulto, pueden influir en el cortejo (al hacer sonar su canto diferente) o complicar la captura de los insectos que constituyen su alimento.
Según la organización internacional dedicada a la conservación de los recursos naturales Unión Internacional para la Conservación de la Naturaleza (IUCN), está clasificada como una especie Vulnerable (VU), en la obra: Lista Roja de Especies Amenazadas.